# Szopot (Kumanovo)
Szopot (macedónul: Сопот, albánul Sopoti) település Észak-Macedóniában, a Északkeleti körzetben, Kumanovo községben.

## Népesség
| Lakosok száma | 430  | 466  | 595  | 687  | 485  | 32   | 353  | 318  | 354  |
|               | 1948 | 1953 | 1961 | 1971 | 1981 | 1991 | 1994 | 2002 | 2021 |

- 2002-ben 318 lakosa volt, akik közül 306 albán, 6 szerb, 2 macedón, 1 bosnyák és 3 egyéb.